# Арсенов (хутор)
Арсенов — хутор в Рыльском районе Курской области. Входит в состав Некрасовского сельсовета.

## География
Хутор находится в 113 км западнее Курска, в 8,5 км южнее районного центра — города Рыльск, в 9,5 км от центра сельсовета — Некрасово.
Климат
Арсенов, как и весь район, расположен в поясе умеренно континентального климата с тёплым летом и относительно тёплой зимой (Dfb в классификации Кёппена).

## Население
| 2002 | 2010 |
| ---- | ---- |
| 0    | ↗1   |

## Инфраструктура
Подсобное хозяйство. В хуторе 2 дома.

## Транспорт
Арсенов находится в 2 км от автодороги регионального значения 38К-040 (Хомутовка — Рыльск — Глушково — Тёткино — граница с Украиной), в 9,5 км от ближайшей ж/д станции Сеймская (линия 16 км — Сеймская).
В 170 км от аэропорта имени В. Г. Шухова (недалеко от Белгорода).